# Liber pontificalis

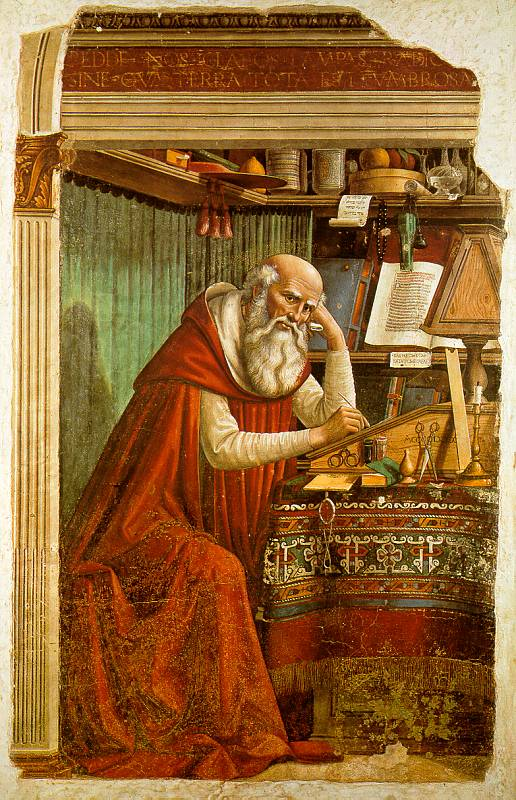
Jerónimo, que desde el fue considerado el autor original del Liber pontificalis

El Liber Pontificalis o Libro pontifical es una compilación de reseñas biográficas de los primeros papas, desde san Pedro hasta Esteban V.
La redacción inicial del Liber se compuso durante el pontificado del papa Hormisdas (514-523) teniendo en consideración la documentación de los archivos de la Iglesia de Roma. En sucesivas ediciones, el Liber se amplió considerablemente. Obra de distintos autores, se atribuye a Anastasio —aunque solo fue el último de los compiladores que trabajó en la lista papal— que fue bibliotecario de la Sede Romana en el siglo IX y durante cinco días antipapa.
Las biografías papales se presentan en orden cronológico y en ellas se reseñan los años de duración de cada pontificado (de donde puede inferirse los años de comienzo y final del mismo), el lugar del nacimiento del pontífice, su linaje, los emperadores reinantes, las construcciones que erigió, las ordenaciones, los pronunciamientos más importantes, el lugar de enterramiento y el tiempo transcurrido hasta la consagración del siguiente papa electo.
Aunque el Liber pontificalis constituye una importante fuente de datos, su proceso de composición desvirtúa en parte su valor histórico ya que para las biografías de los primeros 36 papas se basó en el llamado Catalogus liberianus, aparecido en el 354 y que debe su nombre al último papa listado en el mismo, Liberio (352-366). Este catálogo papal que tomó, para los primeros 18 papas, los datos recogidos por Hipólito de Porto en su obra “Crónica”, carece prácticamente de cualquier valor histórico ya que se basa casi exclusivamente en la tradición cristiana.
Las biografías de los papas siguientes, que abarcan hasta el año 625 con Bonifacio V, presentan datos más fiables desde un punto de vista histórico aunque continúan presentando algunos errores, ya que la compilación biográfica siguió realizándose con una importante dilación temporal respecto al pontificado reseñado.
Esta situación cambiará a partir del pontificado de Honorio I, en el que las entradas son contemporáneas de los correspondientes papados al incorporarse al Liber pontificalis poco tiempo después de la muerte de cada pontífice, por lo que, a pesar de no estar libre de los prejuicios de los compiladores, los datos resultan ser más exactos.
El Liber pontificalis fue reeditado entre 1886 y 1892, en dos volúmenes de gran erudición, por Louis Duchesne.